# Max Gimple
Max Gimple (* 20. August 1940 in München) ist ein deutscher Verwaltungsjurist und Kommunalbeamter in Oberbayern. Von 1984 bis 2008 war er  Landrat in Rosenheim.

## Leben
Gimple wuchs in Halfing auf. Dort besuchte er zunächst die Volksschule. Später wechselte er auf die Oberrealschule in Rosenheim, das heutige Finsterwalder-Gymnasium, wo er 1961 sein Abitur ablegte. Im Anschluss nahm er an der Ludwig-Maximilians-Universität München ein Studium der Rechtswissenschaft auf. 1966 legte er die erste juristische Staatsprüfung ab, drei Jahre darauf schloss er sein Studium mit dem Zweiten Staatsexamen ab. Er trat zunächst als Jurist in den Dienst der Bezirksregierung von Oberbayern, wechselte aber später in das Bayerische Staatsministerium des Innern. Die Universität Regensburg promovierte ihn 1972 zum Dr. iur. Er kehrte in seine Heimat zurück und übernahm im Landratsamt Rosenheim die Abteilung für kommunale Angelegenheiten, Kultur und Schulwesen.
Als der Rosenheimer Landrat Josef Neiderhell sen. (CSU) nach sechsjähriger Amtszeit aus Altersgründen auf eine erneute Kandidatur verzichtete, wählte der CSU-Kreisverband Rosenheim-Land Gimple zu seinem Kandidaten. Bei der Kommunalwahl am 18. März 1984 setzte er sich dann bereits im ersten Wahlgang mit über 65 Prozent der gültigen Stimmen gegen seine beiden Mitbewerber durch. Das Amt als Landrat trat er am 1. Mai 1984 an. Er wurde dreimal in seinem Amt bestätigt. Bei der Kommunalwahl 2008 konnte er aus Altersgründen nicht mehr antreten. Sein Nachfolger wurde Josef Neiderhell jun. (CSU).

## Ehrungen
- Bayerischer Verdienstorden durch Ministerpräsident Edmund Stoiber (5. Juli 2006)
- Bayerische Verfassungsmedaille in Silber durch Landtagspräsident Alois Glück (Dezember 2006)
- Bundesverdienstkreuz am Bande (27. August 1998)[2]
- Ehrendoktor der Landwirtschaftlichen und Veterinärmedizinischen Universität des Banat (29. Mai 2008)

## Werke
- Das Problem der Adressatenkumulation bei Einzelanordnungsbefugnissen im Bereich des allgemeinen Sicherheitsrechts. Regensburg, Univ., Diss., 1973

## Quelle
- Unser Landkreis Rosenheim. Bamberg, 1989